# Chiesa di San Fortunato (Perugia)
La chiesa di San Fortunato si trova a Perugia, nel centro storico della città, in piazza Braccio Fortebraccio, tra Via Pinturicchio e via Bartolo.

## Storia
La chiesa è una delle più antiche della città: si dice che sia sorta sulle rovine di una scuola di aruspicinia etrusca, non lontano dall’Arco di Augusto. La presenza della chiesa è attestata fin dal 1163, dal 1285 diviene  parrocchiale.
Nel 1634 è stata ricostruita a seguito dell’insediamento dei  Silvestrini provenienti dalla Chiesa di Santa Maria Nuova,  la quale fu ceduta a sua volta ai Servi di Maria, costretti a lasciare la loro chiesa di  S. Maria dei Servi sul Colle Landone, perché fu demolita per far posto alla Rocca Paolina.
Nel 2017, dopo lunghi lavori di restauro seguiti al terremoto del 1997, è stata riaperta al culto e divenuta anche  spazio polivalente per attività culturali.

## Facciata
Sono ancora presenti resti della precedente chiesa medievale con il tetto a doppio spiovente e il campanile a vela. Presenta  i finimenti in cotto: il portale ad arco a tutto sesto, sormontato da un rosone e una bifora e altre due finestre laterali con stipiti anche essi in cotto.

## Interno
L'interno è a navata unica ed è decorato da altari in legno dorato, lavori di Leonard Chailleau, artista poliedrico francese del XVII secolo,  conosciuto in Italia come Leonardo Scaglia, capace di organizzare considerevoli imprese decorative, attivo a Roma e nelle Marche.  In fondo al coro è presente un dipinto del pittore manierista Silla Piccinini del 1585, raffigurante la Madonna con San Fortunato e San Giorgio; tra il 1584 e il 1585 Piccinini realizzò un drappellone raffigurante l’Assunzione della Vergine, oggi disperso. 
Deve ancora essere ricollocato Il colossale baldacchino barocco in sfoglia oro che, prima dell'installazione  andrà messo in sicurezza.
Nell'abside i recenti restauri hanno svelato affreschi databili tra XIII e il XIV secolo.